# Une histoire de famille
Pour plus de détails, voir Fiche technique et Distribution.
Une histoire de famille (Then She Found Me) est un film dramatique réalisé par Helen Hunt, sorti en 2007.
Helen Hunt tient le rôle principal, elle est accompagnée de Colin Firth, Matthew Broderick et Bette Midler.

## Synopsis
Rien ne va plus dans la vie d'April lorsque Ben lui annonce qu'il la quitte. À 39 ans, pour cette enseignante new-yorkaise, c'est le choc. April fait alors la connaissance de Frank, le père d'un de ses élèves, divorcé depuis peu. Juste au moment où une romance s'amorce entre eux, Ben, pris de remords, décide de renouer avec son ex-épouse. Les choses se compliquent lorsqu'elle perd sa mère adoptive et voit débarquer une certaine Bernice, exubérante animatrice d'un talk-show télévisé qui prétend être sa mère biologique. Coincée entre deux mères et deux hommes, April va voir sa vie à nouveau bouleversée.

## Fiche technique
- Titre : Une histoire de famille
- Titre original : Then She Found Me
- Réalisation : Helen Hunt
- Scénario : Alice Arlen, Victor Levin, Helen Hunt d'après le roman d'Elinor Lipman
- Musique : David Mansfield
- Photographie : Peter Donahue
- Montage : Pam Wise
- Production : Helen Hunt, Pamela Koffler, Katie Roumel, Connie Tavel et Christine Vachon
- Société de production : Odyssey Entertainment, Killer Films, John Wells Productions, Blue Rider Pictures, Black Watch Productions, Less Is More Pictures et Blue Rider Pictures
- Société de distribution : THINKFilm (États-Unis)
- Pays :  États-Unis et  Royaume-Uni
- Genre : Comédie dramatique
- Durée : 100 minutes
- Dates de sortie : 
  -  Canada : 7 septembre 2007 (festival international du film de Toronto)
  -  États-Unis : 9 mai 2008
  -  France : 1er octobre 2008

## Distribution
- Helen Hunt : April Epner
- Colin Firth : Frank
- Bette Midler : Bernice Graverman

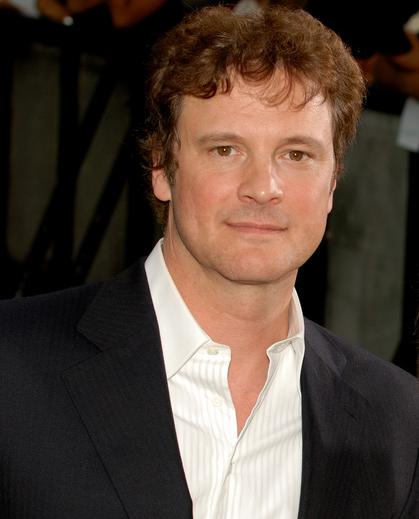
L'acteur principal Colin Firth, l'année de sortie du film.

- Matthew Broderick : Benjamin 'Ben' Green
- Lynn Cohen : Trudy Epner
- Ben Shenkman : Dr Freddy Epner
- Salman Rushdie : le médecin à l'échographie
- Cherise Boothe :
- David Callegati :
- Geneva Carr :
- Chris Chalk :
- Brother Eden Douglas :
- Audrey Elizabeth Fafard :
- Edie Falco :
- Janeane Garofalo :
- John Benjamin Hickey :
- Tim Robbins : Lui-même, invité dans l'émission
- Maggie Siff :
- Florence Annequin :